# Cirò
Cirò es un municipio sito en el territorio de la provincia de Crotona, en Calabria (Italia).
Los hallazgos arqueológicos que han surgido, en particular restos de armas, artefactos, murallas y tumbas, remontan los orígenes de Cirò a la Edad del Bronce.

## Personas notables
- Nicodemo Gentile (1969), abogado, escritor y personalidad televisiva

## Demografía
| Gráfica de evolución demográfica de Cirò entre 1861 y 2001 |
|                                                            |
| fuente ISTAT - elaboración gráfica a cargo de Wikipedia    |